# جيم مايلز
جيم مايلز (بالإنجليزية: James Charlie Miles)‏ هو لاعب كرة قاعدة أمريكي، ولد في 8 أغسطس 1943 في غرينادا في الولايات المتحدة.

## وصلات خارجية
- جيم مايلز على موقعبيزبول رفرنس.كوم (الدوري الرئيسي) (الإنجليزية)